# Oberwil im Simmental
Oberwil im Simmental est une commune suisse du canton de Berne, située dans l'arrondissement administratif de Frutigen-Bas-Simmental.

## Histoire
Le site d'Oberwil im Simmental est mentionné dans des archives en 1148, pour la première fois. Mais des découvertes remontant au Paléolithique ont montré que l'homme s'était abrité dans des cavernes des falaises rocheuses du Simmental. En 994, une partie d'Oberwil fut rattachée au couvent alsacien de Seltz, avec le domaine royal de Wimmis, lequel est situé à l'entrée du Simmental. Ensuite, Oberwil fut acquis par la prévôté des Augustins de Därstetten, en 1276. Oberwil im Simmental fut le centre de la seigneurie de Weissenburg (de) depuis le XIIe siècle. Oberwil et Weissenburg, deux localités du Bas-Simmental, revinrent à Berne en 1439 (châtellenie du Bas-Simmental). L'église d'Oberwil attire le regard de l'amateur d'édifices anciens. Elle est dédiée à saint Maurice et attestée dès 1228. Ce sont les barons de Weissenburg qui fondèrent cette église. En 1486, Oberwil passa au Chapitre de Saint-Vincent de Berne (cathédrale), puis à la Ville de Berne en 1528, au moment de la Réforme. La Réforme fut prêchée à Oberwil vers 1524 à 1527 déjà. L'église primitive, érigée au XIIIe siècle, fut agrandie aux XIVe et XVe siècles. Des peintures murales (probablement du XVe siècle), recouvertes de badigeon blanc à la Réforme, furent remises partiellement au jour au moment des restaurations de l'édifice, notamment dans le chœur. L'église comprend des boiseries sculptées des XVIe et XVIIe siècles, et des peintures sur boiseries du XVIIIe siècle dans le chœur. La chaire date de 1620. L'orgue date de 1984 et utilise un buffet magnifique du facteur d'orgues argovien Johann Jakob Weber (1756 - 1832). L'orgue est placé sur une tribune sculptée et peinte, portant une mention du XVIIe siècle.

## Galerie

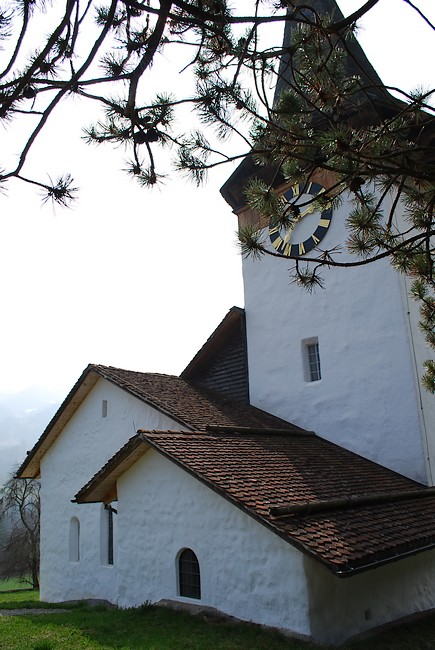
Église d'Oberwil im Simmental.
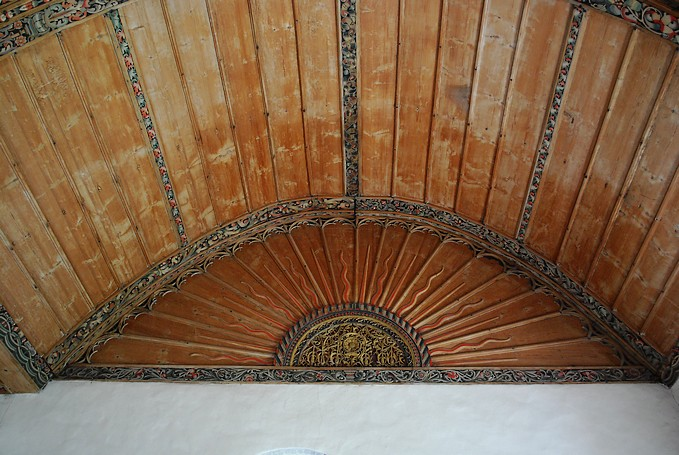
Boiseries sculptées dans le chœur de l'église.
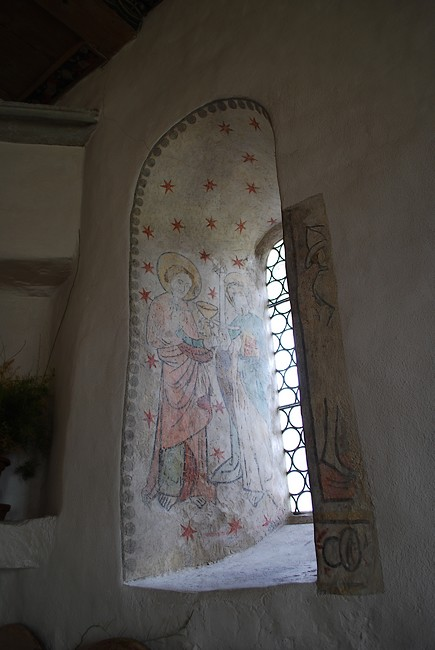
Peinture murales dans le chœur de l'église (XVe siècle probable).
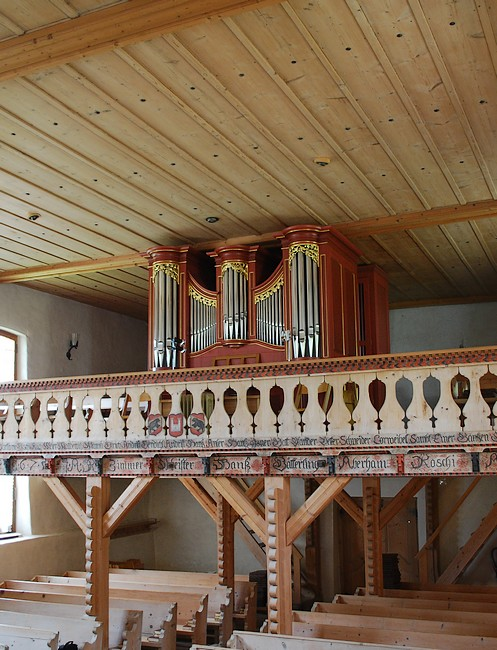
Orgue sur tribune sculptée et peinte, église d'Oberwil i. Simmental.